# كارول بورنس
كارول بورنس (بالإنجليزية: Carol Burns)‏ هي ممثلة أسترالية، ولدت في 1947 ببريزبان في أستراليا، وتوفيت في 21 ديسمبر 2015.

## وصلات خارجية
- كارول بورنس على موقع IMDb (الإنجليزية)
- كارول بورنس على موقع قاعدة بيانات الفيلم (الإنجليزية)